# Čičevci
Čičevci (cyr. Чичевци) – wieś w Bośni i Hercegowinie, w Republice Serbskiej, w gminie Srebrenica. W 2013 roku liczyła 92 mieszkańców.